# 荒谷朋恵
荒谷 朋恵（あらたに ともえ）は、日本の女性アニメーター、アニメ演出家。任天堂所属。

## 来歴・人物
TV版『AIR』のキャラクターデザイン・総作画監督または『犬夜叉』の演出で知られている。『東京アンダーグラウンド』の第13話「約束 リボンにこめた想い」で演出デビューを果たす。その後『犬夜叉』の演出をしばらく務めたのち、作画職中心に戻る。京都アニメーションオリジナルアニメの『MUNTO』でキャラクターデザイン・作画監督を務めたのち、『AIR』のキャラクターデザイン・総作画監督に抜擢される。
その後は作画と演出を兼任していたが、『らき☆すた』では脚本にも参加するようになり、同作品の第19話「二次に本質あり」では一人で脚本・絵コンテ・演出・作画監督を務め、原画については総作画監督の堀口悠紀子と2人だけで担当する活躍を見せている。
京都アニメーションのホームページ上で扮するキャラクターは「点」もしくは「みかん（腐ったみかん）」。
2010年に京都アニメーションを退職し、任天堂に転職。同社発売の作品の映像演出・監修を手掛けている。
旧名義に「うかのみたまじん」がある。

## 参加作品

### テレビアニメ
1999年
- パワーストーン（原画）
- 天使になるもんっ!（原画）
- ドラえもん（原画）

2000年
- 犬夜叉（2000年 - 2004年、絵コンテ・演出・原画）
- OH!スーパーミルクチャン（原画）
- ゲートキーパーズ（原画）

2001年
- The Soul Taker 〜魂狩〜（原画）
- ジャングルはいつもハレのちグゥ（原画）
- 地球防衛家族（原画）
- SAMURAI GIRL リアルバウトハイスクール（原画）

2002年
- 東京アンダーグラウンド（絵コンテ・演出・作画監督）
- キディ・グレイド（2002年 - 2003年、原画）

2003年
- フルメタル・パニック? ふもっふ（OP原画）

2005年
- AIR（キャラクターデザイン・総作画監督・絵コンテ・演出・作画監督・原画・OPED作監・原画（夏・特別編版）
- フルメタル・パニック! The Second Raid（原画・OP原画）

2006年
- 涼宮ハルヒの憂鬱（絵コンテ・演出・作画監督・原画・OP原画）
- Kanon（2006年 - 2007年、劇中コミック作画）

2007年
- らき☆すた（脚本・絵コンテ・演出・作画監督・原画・OP原画）
- CLANNAD（2007年 - 2008年、絵コンテ・演出・原画・OP原画）

2009年
- 空を見上げる少女の瞳に映る世界（キャラクターデザイン・作画監督・OPED作監・ED絵コンテ・演出）
- けいおん!（原画）
- 涼宮ハルヒの憂鬱（2009年版）（絵コンテ・演出・原画・OP原画）

### 劇場アニメ
2000年
- 劇場版ポケットモンスター 結晶塔の帝王 ENTEI（原画）

2001年
- 劇場版とっとこハム太郎ハムハムランド大冒険（原画）

2002年
- ドラえもん のび太とロボット王国（原画）
- クレヨンしんちゃん 嵐を呼ぶ アッパレ!戦国大合戦（原画）

2009年
- 天上人とアクト人最後の戦い（キャラクターデザイン・作画監督）

### OVA
2003年
- MUNTO（キャラクターデザイン・総作画監督）

2005年
- MUNTO〜時の壁を越えて（キャラクターデザイン・総作画監督）

2006年
- フルメタル・パニック! The Second Raid 特別版OVA（原画）

2008年
- らき☆すたOVAオリジナルなビジュアルとアニメーション（脚本）

### ゲームソフト
2010年
- ドンキーコング リターンズ（Storyboard）

2011年
- ゼルダの伝説 スカイウォードソード（Cinema Scene Planning）

2012年
- キキトリック（Cinema Scene Planning）
- New スーパーマリオブラザーズ 2（Cinema Scene Director）
- New スーパーマリオブラザーズ U（Cinema Scene Director）

2013年
- ルイージマンション2（Cinema Design Supervisor）
- New スーパールイージ U（Cinema Scene Director）
- ゼルダの伝説 神々のトライフォース2（Cinema Scene Director）

2014年
- ドンキーコング トロピカルフリーズ（Cinematics Supervisor）

2017年
- ゼルダの伝説 ブレス オブ ザ ワイルド（Cinematic Design）

2019年
- リングフィットアドベンチャー（Cinematic Director）

### その他
1999年
- Dancing Blade かってに桃天使!II 〜Tears of Eden〜（原画）

2004年
- アニクリ（顔出し出演）